# Armênio Guedes
Armênio Guedes (Mucugê, 30 de maio de 1918 — São Paulo, 12 de março de 2015) foi um jornalista e militante comunista brasileiro.

## Biografia
Foi secretário de Luís Carlos Prestes, com quem teve uma relação de admiração intensa. Estava com Prestes quando este recebeu a noticia da morte de Olga Benário.  Rompeu com o stalinismo e se alinhou aos partidos da esquerda democrática europeia. Durante o regime militar brasileiro, opôs-se à luta armada e defendeu a aliança com o Movimento Democrático Brasileiro (MDB), à época o único partido de oposição autorizado pela ditadura. Durante seu exílio, morou no Chile e na França.
Após se retirar da política, Armênio Guedes trabalhou como jornalista na revista IstoÉ e no jornal Gazeta Mercantil.
Foi agraciado com a grã-cruz da Ordem do Ipiranga, pelo Governo do Estado de São Paulo.
Em 30 de março de 2012 recebeu o título de Cidadão Paulistano oferecido pela Câmara Municipal de São Paulo, sob patrocínio do vereador Eliseu Gabriel
Em 2013 foi lançado o livro biográfico Armênio Guedes - Sereno Guerreiro da Liberdade, escrito pelo jornalista Sandro Vaia.

### Morte
Morreu em 2015, aos 96 anos de idade, na cidade de São Paulo, em decorrência de uma infecção pulmonar, que culminou em sua morte, por falência de múltiplos órgãos.